# 중화민국 대외무역발전협회
중화민국 대외무역발전협회(中華民國對外貿易發展協會, Taiwan External Trade Development Council, 약칭 TAITRA)은 중화민국 경제부의 관할에 있는 상공인 단체로 1970년에 공익재단법인 형식으로 설립되었다. 약칭은 외무협회(外貿協會) 또는 무협(貿協)이다. 현재 회장은 황즈팡이다.
대외무역발전협회의 본부는 중화민국 타이베이시에 있고 타오위안시, 신주시, 타이중시, 타이난시, 가오슝시에 국내 5개 지사가 있고 전세계 61곳에 대만무역센터(臺灣貿易中心)라는 명의로 사무소가 있다.

## 같이 보기
- 중화민국 경제부